# Юково (Карелия)
Ю́ково — деревня в составе Сумпосадского сельского поселения Беломорского района Республики Карелия.

## Общие сведения
Расположена на западном берегу Онежской губы Белого моря.

## Население
| 2002 | 2010 | 2013 |
| ---- | ---- | ---- |
| 0    | →0   | ↗1   |